# Hekje
Het hekje is een karakter of teken. In Vlaanderen wordt het wel eens spoorwegteken genoemd. Het teken wordt veel gebruikt als hashtag, maar dat is een betrekkelijk recente toepassing, die pas in 2009 een vlucht nam. Het teken zelf is veel ouder en komt standaard voor op het toetsenbord van een computer en het toetsenblok van een telefoon. Het heeft verschillende betekenissen en toepassingen.
- Het teken wordt gebruikt bij zelfsprekende telefoonsystemen als afsluitsymbool of als teken voor een nieuw begin. Bijvoorbeeld: "Typ uw code in, gevolgd door het hekje."
- In het Engels wordt het gebruikt om een nummer of een aantal mee aan te duiden. Bijvoorbeeld: #12 betekent number 12, of # elementen voor aantal elementen
- In de geneeskunde wordt het hekje gebruikt als afkorting van fractuur.
- Het teken wordt in de wiskunde soms gebruikt om het aantal elementen van een verzameling (de kardinaliteit van een verzameling) aan te duiden.
- Het teken wordt ook gebruikt in de getaltheorie van wiskunde voor het primoriaal van een getal.
- In de informatica wordt het teken gebruikt voor hexadecimale getallen, zoals #FF0000 als kleurcode voor rood.
- Soms wordt het teken gebruikt om een paragraaf aan te geven, in plaats van het paragraafsymbool §. "Zie H.2, #4" (Hoofdstuk 2, paragraaf 4).
- Schakers typen het teken om schaakmat aan te geven, als handzame vervanging van de dubbele obelisk ‡ die zowel bij handgeschreven schaaknotatie als in typografisch verzorgde teksten gebruikt wordt.
- In de muzieknotatie wordt een erop gelijkend teken gebruikt, het kruis , om een noot met een halve toon te verhogen.
- Op onder meer Twitter en Instagram wordt het teken vaak als voorvoegsel gebruikt in combinatie met een zoekwoord of label (de 'tag'): dit levert een zogeheten hashtag op (bijvoorbeeld #wikipedia). Het wordt gebruikt om betere resultaten te krijgen bij het full text-zoeken), en/of om een emotie uit te drukken (bijvoorbeeld #durftevragen).

## Toetsenborden
- Op vele QWERTY- en QWERTZ-toetsenborden wordt het hekje met Shift-3 getypt, met name op toetsenborden met de Amerikaans-internationale indeling, die onder andere in Nederland gangbaar is, de oudere Nederlandse IBM-indeling, en verder onder andere de standaard-Amerikaanse, de Canadese, de Latijns-Amerikaanse, de Scandinavische en diverse Oost-Europese toetsenbordindelingen. Uitzonderingen zijn de Britse en de Duitse indeling, waarop het hekje naast de Entertoets staat, en de Italiaanse, de Spaanse en de Zwitserse indeling, waarop het hekje met de combinatie Alt Gr-3 wordt getypt.
- Op AZERTY-toetsenborden, zowel de Franse als Belgische versie, wordt het hekje eveneens met de combinatie Alt Gr-3 getypt.
- Op sommige toetsenborden voor het cyrillisch alfabet kan het hekje bij de 3 te vinden zijn, bijvoorbeeld op het Servische toetsenbord. Op sommige andere ontbreekt het, bijvoorbeeld het Russische toetsenbord, dat in de plaats daarvan het klassieke numero-symbool № heeft.

De codes voor het hekje zijn:
| ASCII   | 0x23   |
| Unicode | U+0023 |